# Colonsay (isola)
Colonsay (in gaelico scozzese: Colbhasa; 40,74 km²) è un'isola sull'Oceano Atlantico della Scozia nord-occidentale, facente parte dell'arcipelago delle Ebridi Interne; dal punto di vista amministrativo, fa parte dell'area amministrativa dell'Argyll e Bute. È una delle più remote tra le isole popolate della Scozia: la sua popolazione è di circa 135 abitanti.
Il villaggio principale è Scalasaig.

## Geografia

### Collocazione
Colonsay si trova a nord dell'isola di Islay e ad ovest dell'isola di Jura.
|  |

La parte meridionale dell'isola include l'isola tidale di Oronsay (o Orosay).

### Dimensioni e territorio
Comprendendo anche l'isola tidale di Oronsay, Colonsay misura circa 10 miglia in lunghezza. In larghezza, misura invece 2,5 miglia circa.

## Storia
Nel 1995, sono state trovate prove di bucce di nocciole del mesolitico di circa 9000 anni fa.
C'è una varietà di forti in rovina sull'isola, come Dùn Cholla e Dùn Meadhonach. L'ottava Riasg Buidhe Cross è stata ri-eretta nei giardini di Colonsay House. La cappella di San Cathan potrebbe risalire al XIV secolo. Le rovine della cappella di Santa Maria sono poco più che delle fondamenta e potrebbero risalire a un periodo precedente.
Durante la Seconda guerra mondiale, arrivò via mare il cadavere di un uomo proveniente dall'affondamento dell'Arandora Star: gli abitanti del luogo gli diedero degna sepoltura e, da quel momento in poi, ogni anno fino ad oggi, commemorano l'evento.
Dal censimento del 2011, risultano 124 abitanti, con aumento del 15% rispetto al 2001, quando erano 108.
Di recente, è incrementato il turismo grazie ai numerosi cottage presenti, di cui molti di proprietà di "Isle of Colonsay Estate"
Anche l'unico hotel presente sull'isola è di proprietà di "Isle of Colonsay Estate".

## Edifici e luoghi d'interesse
- Colonsay House[9]

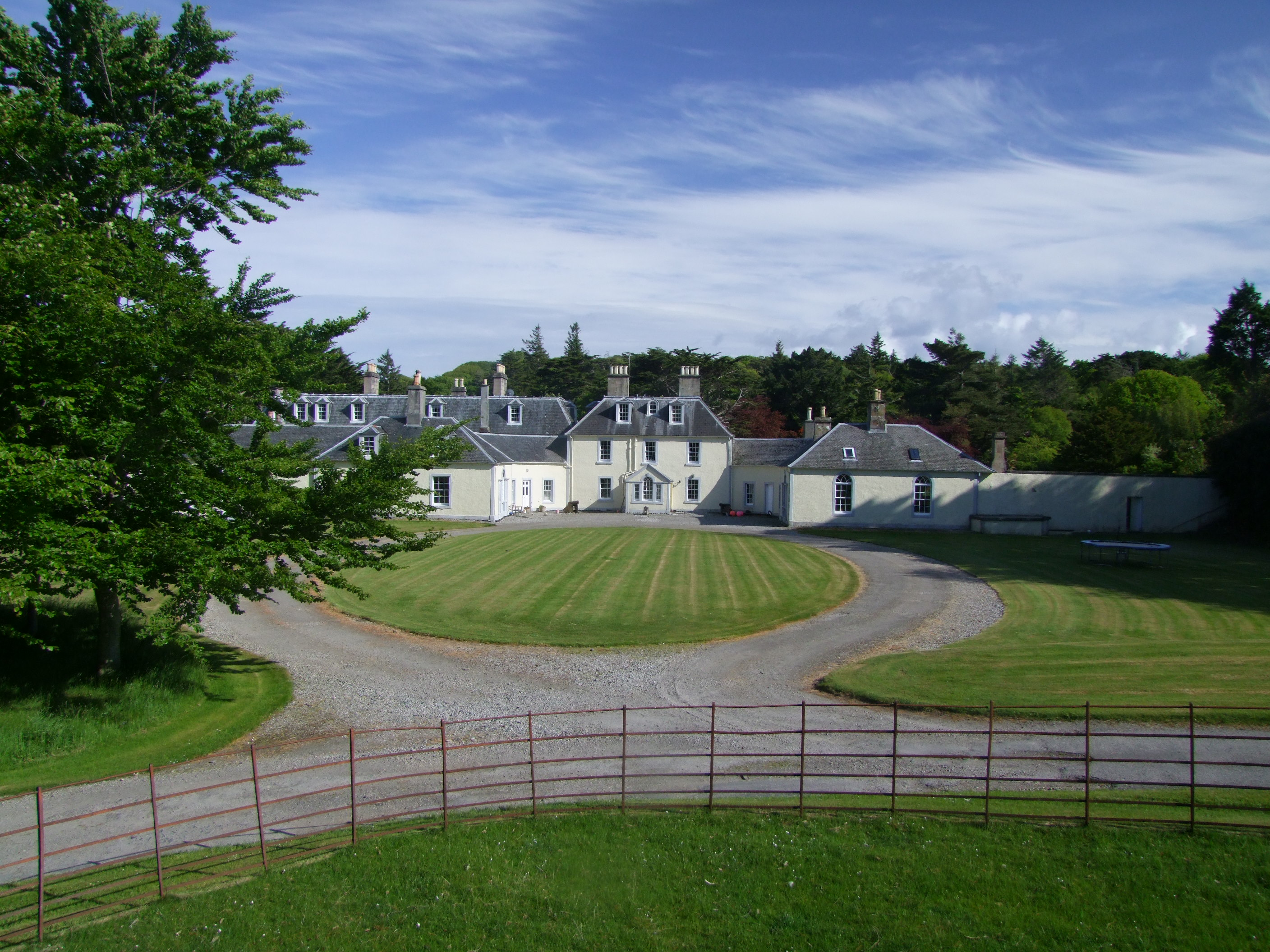
Colonsay House
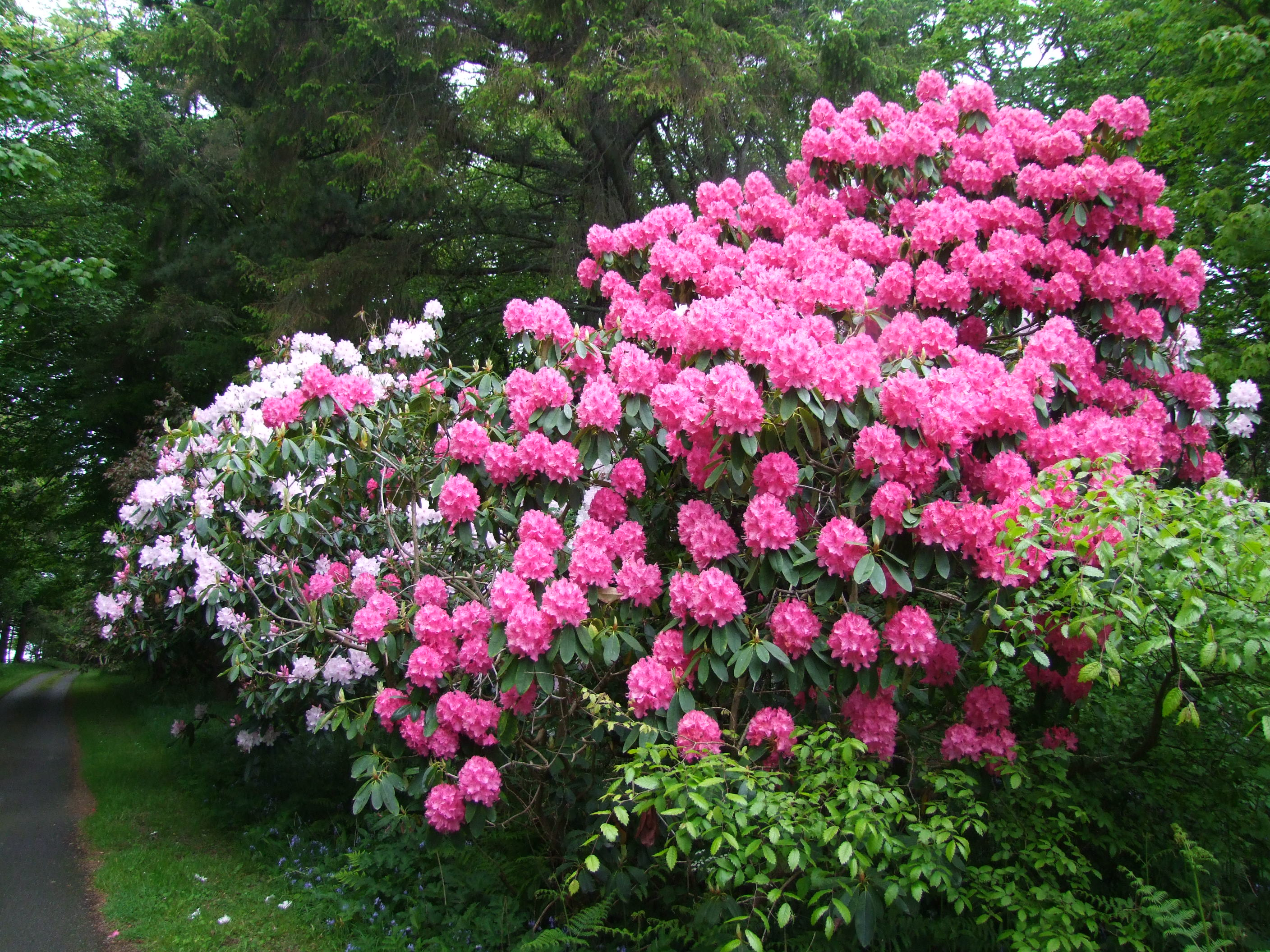
Giardino di Colonsay House

## Trasporti
L'isola è raggiungibile in traghetto che giunge nella località di Scalasaig.
L'isola è inoltre dotata di un aeroporto.